# El Celler de Can Roca

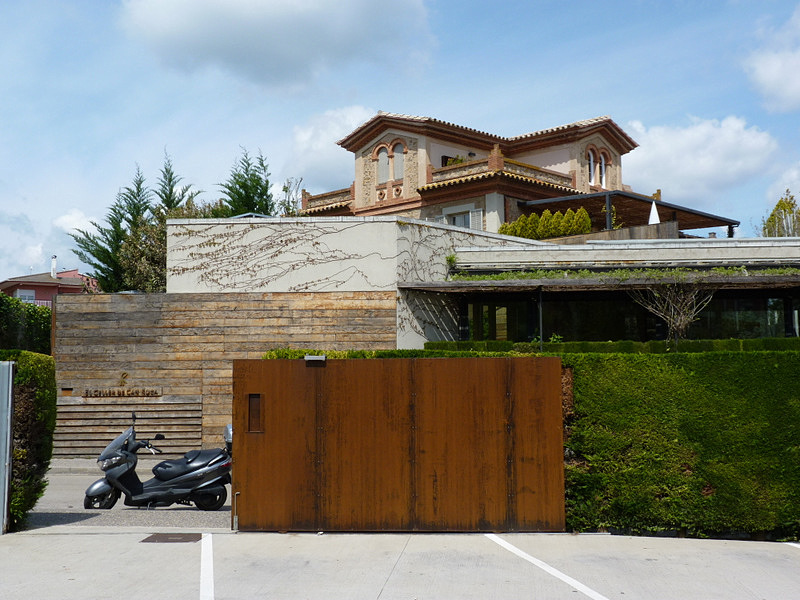
Esterno del ristorante

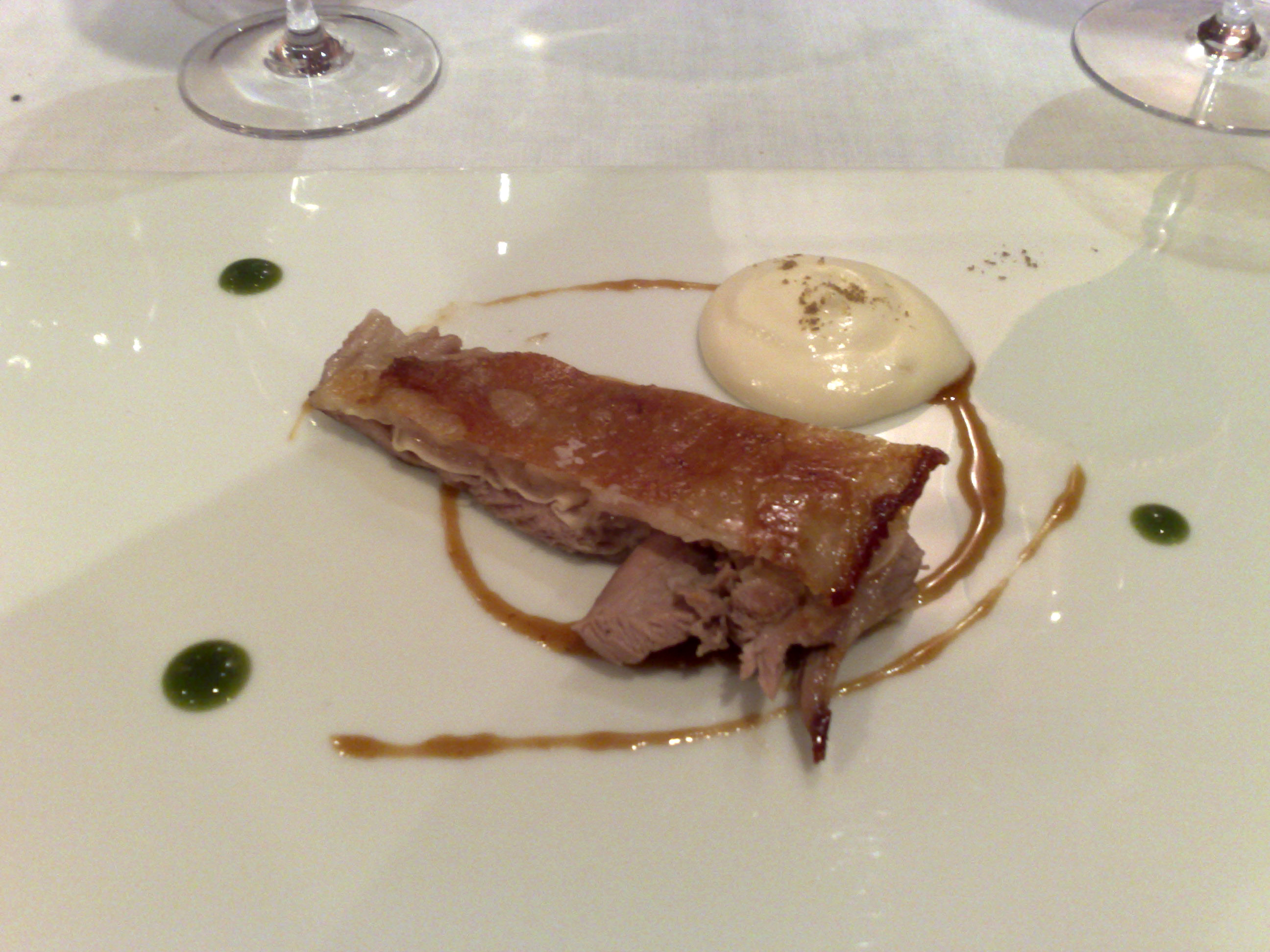

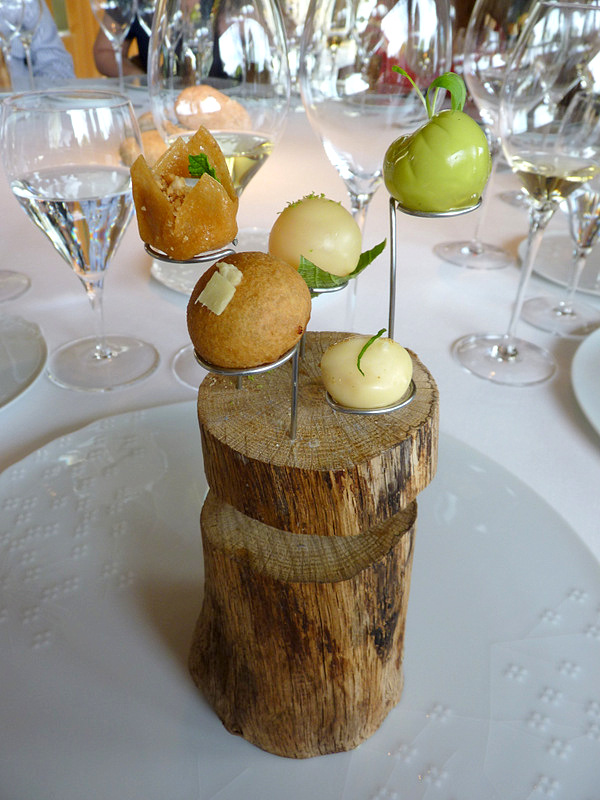

El Celler de Can Roca è un ristorante che si trova a Girona in Spagna e che è stato aperto nel 1986 dai fratelli Roca, Joan, Josep e Jordi.
All'inizio si trovava nel luogo del precedente ristorante (il Can Roca), ma dal 2007 si è trasferito nell'attuale edificio. Il ristorante ha ricevuto critiche molto positive e si fregia di tre stelle Michelin. Nel 2013 e nel 2015 è stato nominato il miglior ristorante al mondo secondo la rivista Restaurant, e secondo nel 2011, 2012, 2014 e 2018.
La cucina è ispirata alla tradizione catalana, ma con una vena creativa. Ha una cantina di vini con circa 60.000 bottiglie e i piatti serviti si basano su profumi e su presentazioni inusuali come olive caramellate su un albero bonsai.